# 央视频
央视频是中国中央广播电视总台旗下的央视频融媒体发展有限公司开发并运营的短视频应用程式，于2019年11月20日正式上线。央视频是中国首个国家级5G新媒体平台，口号为“有品质的视频社交媒体”。除短视频以外，央视频提供中央电视台各频道及全国部分省级卫视的实时直播和回看，亦会不定期对社会事件（如武汉雷神山医院建设）及自然风光（如珠穆朗玛峰）进行慢直播活动。目前该产品由“总台互联网服务有限公司”（CMGi）负责实际运营，其也一并运营央视网、央广网和国际在线网站。
据央广传媒透露，2024年央视频单月最高日活1亿人，累计下载量6.4亿次，累计激活用户数突破3亿人，用户规模和活跃用户量居央媒新媒体平台首位。

## 历史
2018年12月28日，中央广播电视总台与中国电信、中国移动、中国联通等在北京共同签署合作建设5G新媒体平台框架协议，合作开建“自主可控、具有强大影响力的国家级新媒体平台”。2019年4月，中央广播电视总台为开发“央视频”首次进行大规模社会招聘。5月30日，央视频运营主体——央视频融媒体发展有限公司注册成立。8月，中央电视台下属的中视前卫影视传媒有限公司组建了一支100余人的项目团队，参与央视频“流媒体剪辑、原创视频、社会账号视频二次创作”的内容研发，由腾讯为其提供包括应用程序源代码、部分服务器等运维和人力层面的支持。
2019年9月，央视频发放内测邀请码，进行小规模内测。9月26日，央视频发布创作者招募计划。
2019年10月1日，央视频出品的4K超高清直播电影《此时此刻——共庆新中国70华诞》在全国70家电影院上线，这是央视频产品首次于公众面前亮相。
2019年11月20日，中央广播电视总台举行央视频5G新媒体平台上线仪式，央视频正式上线发布，登陆各大手机应用市场。
2020年1月5日，中央广播电视总台通过央视频首次向观众赠送2020年春节联欢晚会直播门票和多轮次彩排门票。
2021年4月7日，中央广播电视总台各节目中心运营的首批垂类频道在央视频启动上线。首批上线的垂类频道共有12个，包括央视一套、财经、文艺、体育、动漫、文史、法治、影视、纪录、军事、田园、环球等。总台各相关节目中心将同步运营广播电视频道和新媒体垂类频道，使传统节目与新媒体内容实现“一体策划、一体生产”的深度融合。
2021年7月下旬，央视频VIP会员业务正式上线，APP内部分内容（包括部分电视频道的直播，以及部分剧集和体育赛事）改为仅限VIP观看，这一度引起了众多网友的不满。